# Moore-törvény
Moore-törvénynek nevezzük azt a tapasztalati megfigyelést a technológiai fejlődésben, mely szerint az integrált áramkörök összetettsége – a legalacsonyabb árú ilyen komponenst figyelembe véve – körülbelül 18 hónaponként megduplázódik.
A megfigyelés Gordon Moore, az Intel egyik alapítójának a nevéhez kötik, bár Moore valószínűleg hallott Douglas Engelbart hasonló megfigyeléséről 1960-ban. Engelbart, a mechanikus számítógépes egér egyik feltalálója úgy gondolta, hogy az integrált áramkörök folyamatos fejlődése elérhetővé fogja majd egyszer tenni az interaktív számítástechnikát.

## Korai formái

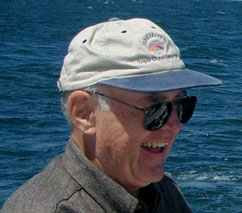
Gordon E. Moore, az Intel Corporation egyik alapítója, 2004-ben

Moore eredeti megállapítása az Electronics Magazine 1965. április 19-i számában „Még több komponens megvalósítása az integrált áramkörökben” című írásában található:
A legalacsonyabb árú komponens összetettsége évenként durván a kétszeresére nőtt… Rövidtávon ez az ütem várhatóan nem fog jelentősen változni, esetleg valamelyest növekszik. Hosszú távon a növekedés üteme bizonytalanabb, bár jelenleg nincs okunk feltételezni, hogy az elkövetkező 10 évben ez változni fog. Ez azt jelenti, hogy 1975-ben a legalacsonyabb árú integrált áramkör 65 000 komponenst fog tartalmazni. Úgy hiszem, hogy egy ilyen összetett áramkör megépíthető egy lapkán.
Ha feltételezzük, hogy az áramkörök összetettsége arányos a tartalmazott tranzisztorok számával – függetlenül a funkciójuktól –, a törvény kiállta az idő próbáját. Mindazonáltal meg kell jegyeznünk, hogy a tranzisztorok számán alapuló összetettség alacsonyabb a nagy RAM gyorsítótárral (RAM cache) rendelkező integrált áramkörökben,  mint a végrehajtó egységekben. Ezt figyelembe véve már megkérdőjelezhető a Moore-törvény érvényessége.
Gordon Moore még nem nevezte törvénynek megfigyelését. A jelenséget először Carver Mead, a Caltech professzora, a VLSI technológia egyik úttörője hívta törvénynek.
1975-ben Moore két évenkénti megkétszereződést jósolt meg. Többször kijelentette, hogy ő nem beszélt 18 hónapról, mégis sokan idézték így.
2005 áprilisában az Intel 10 000 dollárt ajánlott fel az eBay-en az Electronics Magazine számáért, amelyben az eredeti cikk szerepel. Az összeget David Clark kapta meg a szobája padlólapjai alatt lévő archívumában talált újságért.

## Megfogalmazások
A Moore-törvény leggyakrabban előforduló megfogalmazása szerint az integrált áramkörökben lévő tranzisztorok száma – ami használható a számítási teljesítmény durva mérésére – minden 18. hónapban megduplázódik. Az 1970-es évek végén a Moore-törvényt a legbonyolultabb áramkörökben található tranzisztorok számának felső korlátjaként ismerték. Ugyanakkor sokszor hivatkoznak rá az egységárra jutó számítási teljesítmény egyre gyorsabb növekedését leíró összefüggésként is.
A Moore-törvényhez hasonló jelenséget figyeltek meg a merevlemezek egységárra jutó tárolókapacitásának változásában is.  Ez főleg a rendelkezésre álló tárolókapacitásban jelenik meg, a merevlemezek sebessége nem növekszik ilyen látványosan. A tárolókapacitás Moore-törvényét Kryder-törvénynek nevezték el. A mágneses adattárolási technológiák fejlődése egy ideje már nem követi ezt a tendenciát, azonban a NAND flash alapú tárolóeszközöknél továbbra is megfigyelhető a látványos növekedés.

## Hajtóereje az iparban
Bár a Moore-törvény először egy megfigyelést és előrejelzést írt le, minél szélesebb körben lett ismert, annál inkább célként jelent meg az egész ipar számára. A félvezetőgyártók marketing- és kutatórészlegei hatalmas energiákat fordítottak arra, hogy teljesítsék a meghatározott növekedési szinteket, amelyet a versenytársaik vélhetően el fognak érni. Emiatt a törvényt egy önbeteljesítő jóslatként is felfoghatjuk.
A Moore-törvény következményei az iparban jelentősen befolyásolják az alkatrészgyártókat. Egy termék (mint például egy CPU vagy egy merevlemez) kifejlesztésének átlagos ideje 2 és 5 év közé tehető. Ennek következményeként a gyártók hatalmas nyomásnak vannak kitéve a határidőkkel kapcsolatban: egy főbb terméknél pár hét késés jelentheti a különbséget siker és kudarc vagy esetleg a csőd között. A „18 hónaponkénti megkétszereződésként” meghatározott Moore-törvény rendkívüli technológiai fejlődésre utal az elmúlt években. Rövidebb időskálára vetítve, a törvény heti 1%-os ipari növekedést jelent. A processzorpiacon – ahol a rendkívül kiélezett versenyben egy új termék kifejlesztése várhatóan 3 évig tart – szereplő gyártók számára ez azt jelenti, hogy a két vagy három hónapot késő, ezáltal 10-15%-kal lassabb, nagyobb méretű vagy kisebb tárolókapacitású termék általában eladhatatlan.

## A jövőben
2004 utolsó negyedévében a processzorok 130 és 90 nm-es technológiával készültek. 2005 végen bejelentettek a 65 nm-es gyártósorokat. (Egy évtizeddel azelőtt az integrált áramkörök még 500 nm-es csíkszélességgel készültek). Jelenleg a legkisebb elterjedt csíkszélesség a 14 nm, ezen készülnek például az Intel Skylake és mobil Kaby Lake alapú Core i7/i5/i3, és az AMD ZEN alapú processzorai, illetve az AMD Polaris, és a jövőben készülő VEGA alapú videókártyái. Tudományos viták tárgya, hogy meddig lehet még csökkenteni a csíkszélességet, a jelenlegi kutatások azt mutatják, hogy a fejlődés belátható időn belül nem fog megállni.
Az évente megjelenő ITRS számítástechnikai technológiai ütemterv szerint a Moore-törvény még jó néhány integrált áramköri generáción keresztül érvényes. Ez akár még százszoros növekedést is jelenthet az elkövetkező évtizedben. Az ütemterv három évenkénti kétszereződéssel számol, ami kilencszeres növekedést jelent egy évtizedre vetítve.
A gyors, exponenciális fejlődés elméletileg 100 GHz-es (vagy annak megfelelő sebességű) személyi számítógépeket és 20 GHz-es mobil eszközöket tenne elérhetővé mindenki számára a közeljövőben. Egyesek szerint a számítógépek teljesítménye belátható időn belül meg fogja haladni bármely számítási szükségletünket. Ez azonban csak bizonyos típusú problémákra lehet érvényes. Vannak olyan problémák, amelyeknél a vizsgálandó adatmennyiség növekedésével a probléma megoldásának ideje az exponenciálisnál nagyobb mértékben változik. Ezekkel a problémákkal és a megoldásukhoz szükséges idő mennyiségének elemzésével a számításelmélet foglalkozik.
Fontos megjegyeznünk, hogy a számítógépek számítási sebességének növelésére nem az órajel növelése az egyetlen mód. Sokkal jobb mérőszám az időegység alatt elvégzett munka mennyisége. Ez az órajel növelésén kívül növelhető például több végrehajtási szál, illetve több processzormag bevezetésével.
Több jövőkutató – köztük Vernor Vinge, Bruce Sterling és Raymond Kurzweil – jutott el egy technológiai szingularitás gondolatához a Moore-törvény jövőre való kivetítése által. 2005. április 13-án maga Gordon Moore jelentette ki egy interjúban, hogy a törvény már nem lesz érvényes sokáig, mivel szerinte az atomi méretekhez érve a tranzisztorok el fogják érni miniatürizálásuk határait.
„A tranzisztorok méretét tekintve egyre jobban megközelítjük az atomi méreteket, ami a további miniatürizálás egyik alapvető korlátja. Még legalább két vagy három generációnyira – ami 10-20 évet jelent – vagyunk attól, hogy ebbe a korlátba ütközzünk, és ennél tovább jelenleg nem is látunk. Addigra jóval nagyobb áramköröket leszünk képesek készíteni, milliárdos tranzisztorszámokkal.”
A Moore-törvény érvényessége az atomi méretek eléréséig elméletileg tartható, azonban még addig is több komoly problémát kell leküzdeniük a tervezőmérnököknek. A nanoméretű tranzisztorok paramétereinek eltérése és a szivárgási áram a két legfőbb probléma. Ezek miatt a tervezési fázisban egyre nehezebb megjósolni az áramkörök viselkedését, és azok egyre nagyobb mennyiségű hőt termelnek még inaktív, nem kapcsolási állapotban is. Az áramköri viselkedés szimulálhatósága és a leadott hő csökkentése alapvető követelmény a CMOS áramkörök további méretcsökkentéséhez. Hogy a kristályalapú számítógépek miniatürizálásának elvi korlátja a molekuláris zaj, azt Gánti Tibor már 1978-ban kimutatta "Az élet princípiuma" c. munkájában.
További problémák:
1. A parazita ellenállások és kapacitások megfelelő értéken tartása.
2. A tranzisztorok elektrosztatikus tulajdonságainak beállítása a szükséges kapcsolási viselkedéshez.
3. A rendszer megfelelő tápellátásának biztosítása.
4. A hőleadás megfelelő megoldása.
5. Mindezen problémák megoldása csökkenő előállítási költségek biztosítása mellett.

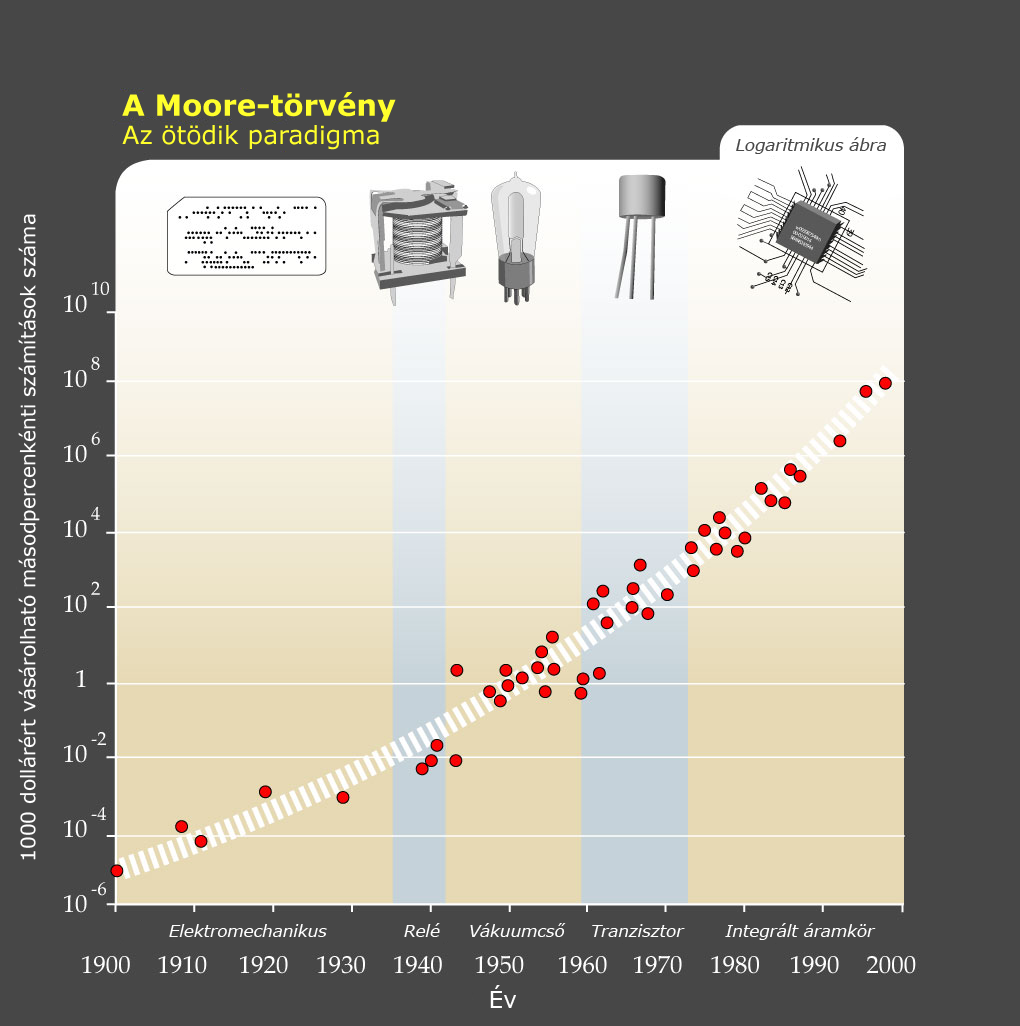
Az 1000 dollárért vásárolható számítási teljesítmény növekedése 5 paradigmán keresztül

Kurzweil szerint ha a Moore-törvény 2019-ig érvényben marad, addigra a tranzisztorok egy-két atom nagyságúak lesznek. Szerinte a fotolitográfia lehetőségeinek kimerülése nem fogja a törvény végét jelenteni:
„Az integrált áramkörök Moore-törvénye nem az első, hanem az ötödik paradigma, amely gyorsuló ár-teljesítmény fejlődést eredményez. Gépeink számítási teljesítménye folyamatosan többszöröződött az 1890-es egyesült államokbeli  népszámláláshoz használt mechanikus számológépek óta, a náci Enigma kódot feltörő relé alapú „Robinson” nevű eszközön, az Eisenhower megválasztását megjósoló CBS nevű vákuumcső számítógépen, és az első űrkilövéseknél használt tranzisztor alapú gépeken keresztül a napjainkban használt integrált áramkör alapú személyi számítógépekig.”
Tehát Kurzweil úgy gondolja, hogy egy új típusú technológia fogja átvenni az integrált áramkörök helyét, amely biztosítani fogja a Moore-törvény érvényességét 2020 után is.
Kurzweil kiterjesztette vizsgálódásait az integrált áramköröknél jóval korábbi és esetleges jövőbeli technológiákra. Úgy hiszi, hogy az exponenciális növekedés folytatódni fog az integrált áramkörökön túl más technológiákkal, amelyek végül egy technológiai szingularitáshoz vezetnek. Az általa megfogalmazott „gyorsuló eredmények törvénye” sok szempontból megváltoztatta az emberek Moore-törvényről alkotott fogalmát. Elterjedt, de téves felfogás az, mely szerint a Moore-törvény az összes technológiát érinti, holott az csak az integrált áramkörökről szól. Több jövőkutató használja a „Moore-törvény” kifejezést a Kurzweil által leírt jelenségre.
Krauss és Starkman 600 évben határozta meg a törvény végső élettartamát „A számítás egyetemes határai” című írásukban az univerzumban lehetséges rendszerek teljes információfeldolgozási kapacitását véve alapul.
A törvény már többször került szembe leküzdhetetlennek látszó akadályokkal és jutott könnyedén túl azokon. Ebben az értelmében Moore szerint a törvény most sokkal szebbnek tűnik, mint valaha. “A Moore-törvény kivétel a Murphy-törvény alól. Minden csak egyre jobb és jobb lesz.”

## Egyéb megközelítések
A számítástechnika nem minden területe fejlődik a Moore-törvény szerint. A véletlen elérésű memóriák (RAM-ok) sebessége és a merevlemezek elérési ideje legfeljebb pár százalékot növekszik évente. Mivel a RAM-ok és merevlemezek kapacitása sokkal gyorsabban növekszik, mint az elérési idejük, a megnövekedett tárolókapacitás intelligens kihasználása egyre fontosabbá válik. Jelenleg sok esetben értelmesnek tűnik a kapacitás feláldozása az elérési sebesség növelése érdekében, például előre kiszámolt indexek által. A gyártóknak jelenleg jobban megéri az így nyert elérési idő növekedés, mint a feláldozott tárolókapacitás.
Az exponenciálisan gyorsuló hardver nem feltétlenül jelenti a szoftverek hasonló mértékű gyorsulását. A szoftverfejlesztők termelékenysége csak lassan növekedett az elmúlt évtizedekben, a rendelkezésre álló, gyorsuló ütemben fejlődő hardverek ellenére. Szoftvereink egyre nagyobbak és összetettebbek lesznek. A Wirth-törvénynek elnevezett jelenség szerint „A szoftverek gyorsabban lassulnak, mint ahogy a hardverek gyorsulnak”.
Egy másik általános félreértés szerint a processzorok órajelének nagysága határozza meg a sebességüket. A sebesség azonban függ még attól is, hogy egy órajelciklus alatt hány és mennyire összetett utasítást hajt végre a központi egység. (Lásd MIPS, RISC és CISC processzor architektúrák.) Emiatt az órajelük alapján csak hasonló áramkörök sebességét tudjuk összemérni. Szintén szerepet játszik a sebesség meghatározásában a buszméret és a perifériák sebessége is. Ezért a számítógépek sebességét sokszor elfogultan határozzák meg, a számítógép belső működésének teljes megértése nélkül. Ez különlegesen igaz napjainkban, amikor a gyártók a vásárlóknak szinte csak az órajel nagyságával próbálják érzékeltetni a számítógépek sebességét.
Érdemes megjegyeznünk, ahogy a számítási teljesítmény egyre olcsóbbá válik (a vásárló szempontjából), a gyártók költségei a Moore-törvény követése közben az ellenkező tendenciát mutatják: a kutatás és fejlesztés, a tesztelési költségek folyamatosan növekedtek az integrált áramkörök újabb és újabb generációival. A félvezetőgyártásban felhasznált gépek és berendezések költségei várhatóan tovább fognak emelkedni, és a gyártóknak egyre nagyobb mennyiségű áramkört kell eladniuk, hogy nyereségesek maradjanak. (Egy áramkör tape-out költsége (a gyártás megkezdéséig fellépő kutatási és tervezési költségek összessége) 0,18μm-es csíkszélességgel $300 000 USD volt. Ugyanezen költség 90 nm-en már $750 000 és a költség valószínűleg meg fogja haladni az egy millió dollárt 65 nm-en.)
Az elmúlt években az elemzők csökkenést figyelték meg a fejlett (0,13μm és az alatti csíkszélességű) integrált áramkör beruházások számában. Bár ezeket a megfigyeléseket a 2000 utáni gazdasági visszaesés utáni időszakban tették, a csökkenés azt is jelezheti, hogy a hagyományos gyártási módszerek hosszú távon nem tudják gazdaságosan fenntartani a Moore-törvényt.

## Külső hivatkozások
- Negyven éve született Moore törvénye
- Az Intel információs oldala Moore törvényéről